# Округ Греј (Тексас)
Округ Греј (енгл. Gray County) је округ у америчкој савезној држави Тексас. По попису из 2010. године број становника је 22.535.

## Демографија
Према попису становништва из 2010. у округу је живело 22.535 становника, што је 209 (0,9%) становника мање него 2000. године.
| Група             | 2000.          | 2010.          |
| Белци             | 17.800 (78,3%) | 15.564 (69,1%) |
| Афроамериканци    | 1.330 (5,8%)   | 1.097 (4,9%)   |
| Азијати           | 88 (0,4%)      | 91 (0,4%)      |
| Хиспаноамериканци | 2.959 (13,0%)  | 5.365 (23,8%)  |
| Укупно            | 22.744         | 22.535         |